# 马尾隧道
马尾隧道位于104国道福建省福州——马尾的一级公路上，宽9米，高6.86米，路面宽7.5米，全长1935米，为平行双洞式，轴线中距30米（净距为21米），与鼓山隧道同为1986年建成，是国内第一条现代化公路双线隧道。全国人大常委会副委员长彭冲为隧道题字。